# Guernseyský skot
Guernseyský skot, též guernsey, je dojné plemeno skotu malého vzrůstu, které pochází z ostrovů Guernsey, Alderney a Sark v průlivu La Manche. Má blízko k plemenu skotu z blízkého ostrova Jersey, jerseyskému skotu, a tato dvě plemena se označují jako plemena kanálová. Chován je především ve Velké Británii a v Severní Americe. V Česku se nechová. Celosvětově však populace není velká a stavy zvířat se snižují.

## Historie
Plemeno vzniklo ze skotu dovezeného mnichy, kteří jako první osídlily ostrovy v průlivu La Manche. Tento původní skot pocházel pravděpodobně z Bretaně a z Normandie. Zákaz dovozu skotu, který byl vydán v roce 1789, následně izoloval populaci skotu na ostrovech. Oficiální plemenná kniha byla vydána v roce 1888.

## Charakteristika
Guernseyský skot je výrazně dojné plemeno malého tělesného rámce s jemnou, ušlechtilou hlavou, jemnou kostrou a slabým osvalením. Vemeno je velké, polovejčitého tvaru. Zvířata jsou rohatá. Srst je zbarvená v odstínech od světle žluté po tmavě červenou, hlava je pigmentovaná s bílou lysinou, mulec je růžový. Časté jsou světlé skvrny, ocas je bílý.
Užitkovost je jednostranná, mléčná, mléko obsahuje velké množství beta-karotenu, který mu dává typickou žlutou barvu. Vysoký je též obsah mléčného tuku. V roce 2001 dosahovaly krávy tohoto plemene v Anglii a Walesu průměrné roční užitkovosti 5 070 kg mléka s obsahem tuku 4,7 % a obsahem bílkoviny 3,6 %.

## Fotogalerie

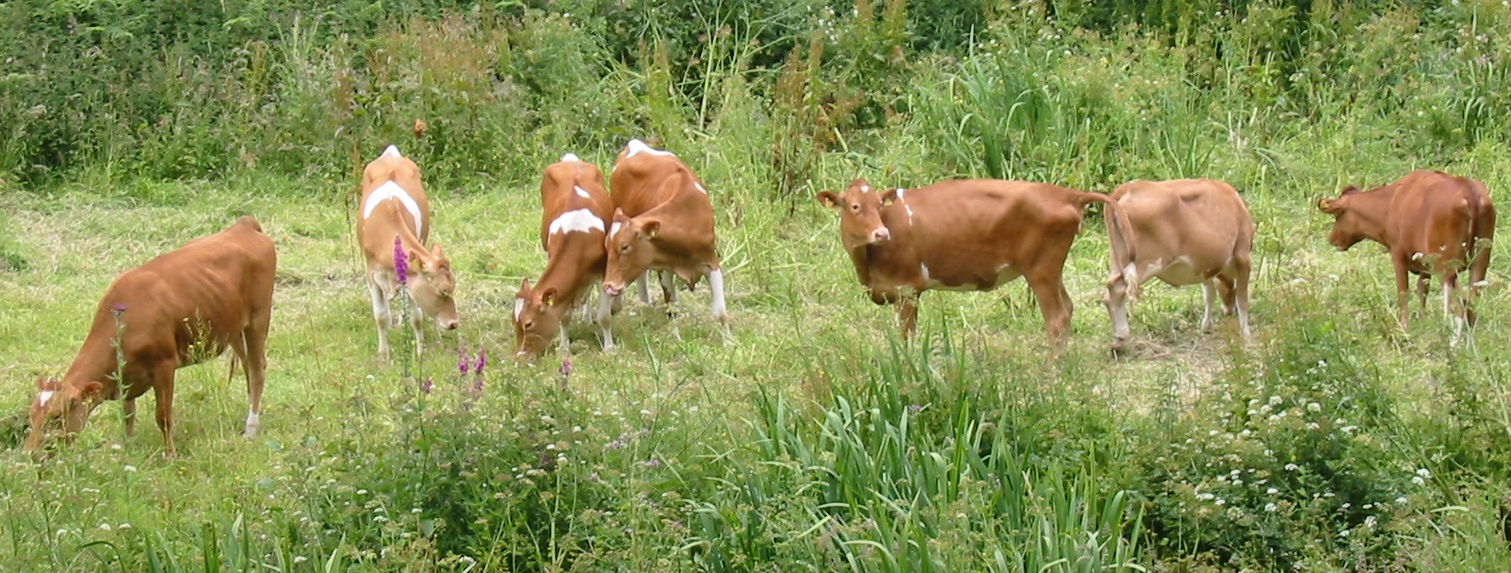
Pasoucí se guernseyský skot
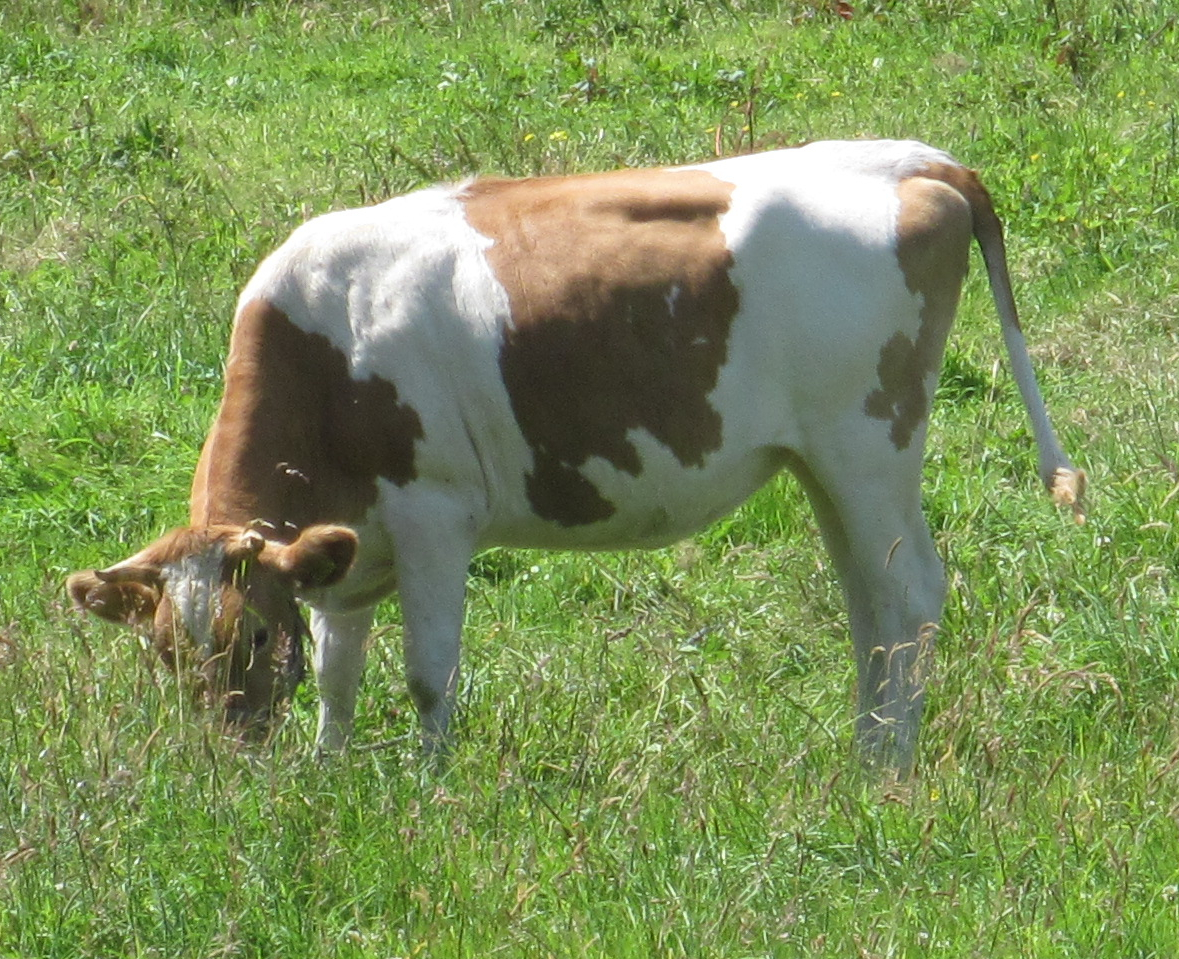
Guernsey s velkými bílými skvrnami